# Christin Cooper
Christin Elizabeth Cooper, ameriška alpska smučarka, * 8. oktober 1959, Los Angeles.
Dvakrat je nastopila na olimpijskih igrah in leta 1984 osvojila srebrno medaljo v veleslalomu. Na Svetovnem prvenstvu 1982 je osvojila srebrni medalji v veleslalomu in slalomu ter bron v kombinaciji. V svetovnem pokalu je tekmovala osem sezon med letoma 1977 in 1984 ter dosegla pet zmag in še 21 uvrstitev na stopničke. Najboljšo uvrstitev v skupnem seštevku svetovnega pokala je dosegla s tretjim mestom leta 1982, ko je bila tudi tretja v slalomskem seštevku, leta 1981 je bila druga v slalomskem seštevku, leta 1984 pa druga v veleslalomskem seštevku.